# Lindia producta
Lindia producta är en hjuldjursart som beskrevs av Harry K. Harring och Myers 1922. Lindia producta ingår i släktet Lindia och familjen Lindiidae. Inga underarter finns listade i Catalogue of Life.